# Achterlicht

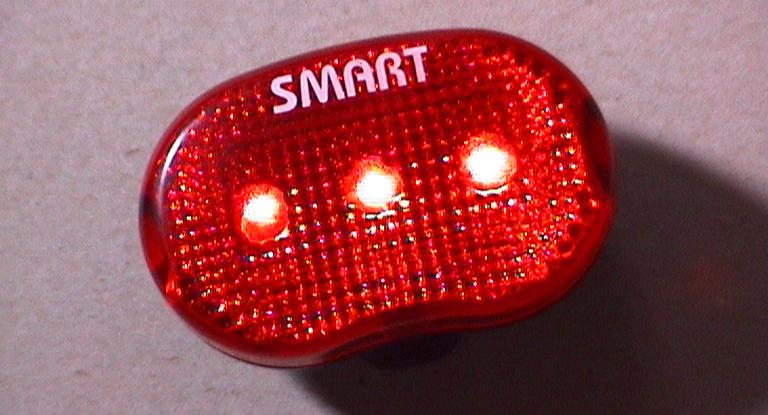
Achterlicht met leds

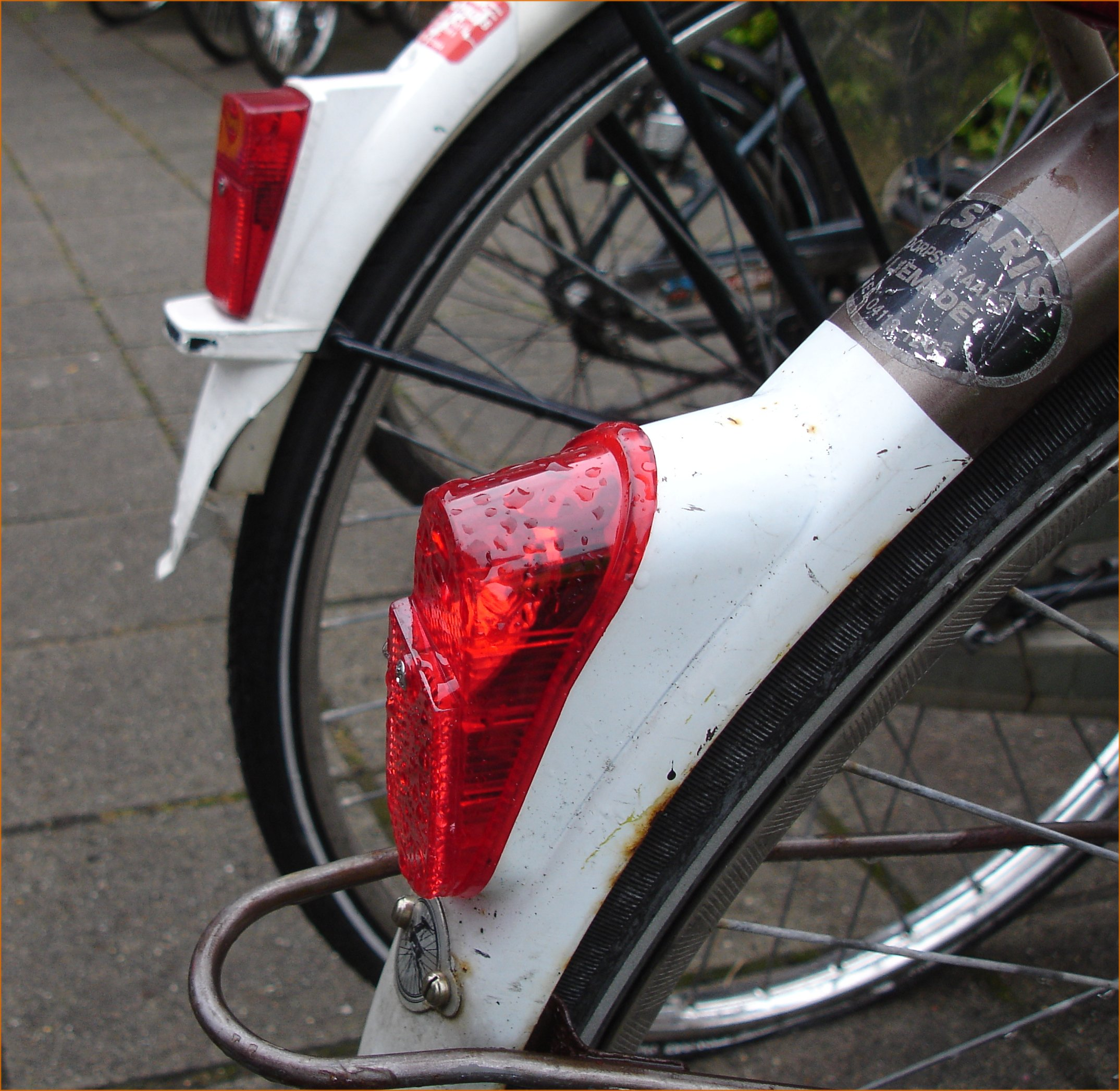
Sommige fietsspatborden worden gefabriceerd als een geheel met het metalen deel van het achterlicht. Er is dan geen probleem met de massaverbinding tussen het achterlicht en het spatbord.

Een achterlicht is een onderdeel van een fiets, bromfiets, motorfiets, auto of ander voertuig dat door middel van een lampje licht kan geven om achteropkomend verkeer te attenderen op de aanwezigheid van het betreffende voertuig.
Een alternatief of aanvulling op het achterlicht is een reflector. Deze reflecteert het licht van de koplampen van een achteropkomend voertuig. Een reflector kan méér of mínder licht produceren dan een achterlicht. Dit is afhankelijk van de kwaliteit van de reflector en vooral van de sterkte van de koplampen van de achterligger.
Achterlichten kunnen verschillend van vorm zijn, maar hebben alle de functie dat achteropkomend verkeer de weggebruiker goed kan waarnemen. De wet bepaalt dat voertuigen die deelnemen aan het verkeer op de openbare weg aan de achterzijde moeten zijn uitgerust met zelfstandige (niet reflecterende) lichten die een heldere rode kleur afgeven. De kleur rood is gekozen, omdat het de aandacht trekt en de grootste golflengte heeft in het zichtbare deel van het spectrum, waardoor het de minste last van verstrooiing in de atmosfeer heeft. In sommige landen is het in sommige situaties verplicht ook overdag en bij helder weer het licht te laten schijnen; in Nederland stelt de wet met zoveel woorden dat sommige voertuigen alleen bij nacht en ontij (zoals mist of slecht zicht) van voor- en achterlicht moeten zijn voorzien, maar reflectoren zijn altijd verplicht.
Moderne voertuigen worden voorzien van achterlichtunits met LED's. Deze zijn energiezuiniger, compacter. gaan langer mee en geven een beter lichtbeeld dat verder reikt.

## Fietsen
Bij fietsen werkt een achterlicht tegenwoordig vaak op batterijtjes. Zo'n achterlicht is minder gevoelig voor storingen dan de traditionele lamp met dynamo en het blijft bij stilstand branden, wat een voordeel is bij verkeerslichten en andere plaatsen waar gewacht moet worden. Er zijn er die een bewegingssensor en een lichtsensor hebben: in het donker gaan ze vanzelf branden als die fiets in beweging is.
Vanouds bevindt het achterlicht van een fiets zich op het achterspatbord. Later werd ook de ruimte tussen spatbord en bagagedrager toegestaan, waar ook de wettelijk verplichte reflector zit. In het laatste geval is de afstand van de bevestigingsgaten gestandaardiseerd op 80 mm of 50 mm.
Een lamp op de arm is vrijwel immuun voor vandalisme. Wettelijk is zo'n lamp alleen toegestaan voor ruiters van rijdieren, maar sinds kort wordt hij voor fietsers gedoogd.